# HSG Wissenschaft Halle
HSG Wissenschaft Halle was een Duitse voetbalclub uit Halle, Saksen-Anhalt, die bestond van 1949 tot 1964.

## Geschiedenis
De club werd op 1 april 1949 opgericht en was de sportafdeling van de Martin-Luther Universiteit. In 1949 en 1950 werden de spelers studentenkampioen van Oost-Duitsland. Door dit vroege succes werd Halle een centrum voor de hogeschoolsport. In 1951 werden de beste spelers van de HSG's in Berlijn, Leipzig, Jena, Rostock en Greifswald naar Halle gedelegeerd. Hoewel de club zich sportief niet gekwalificeerd had voor de DDR-Liga kreeg de club toch een startticket in 1951. Hierdoor moest een van de voorlaatste plaatsen van het voorgaande seizoen plaats ruimen, BSG Einheit Wismar trok aan het kortste eind.
In het eerste seizoen eindigde de club op een respectabele achtste plaats op twaalf teams, maar de club kon zich niet ontwikkelen tot topclub in de volgende jaren. In 1955 werd de club een Sportclub, een speciaal systeem in de DDR, en trad nu aan als SC Wissenschaft Halle. Na de oprichting van SC Chemie Halle-Leuna, dat in de DDR-Oberliga speelde werden vele goede spelers naar daar verkast. Nadat op 30 juli 1958 nog een club SC Chemie Halle opgericht werd werd de afdeling voetbal van Wissenschaft daar ondergebracht als tweede elftal. Hoewel de club vierde eindigde in de DDR-Liga moest de club degraderen omdat Chemie Halle uit de Oberliga degradeerde. Na dit seizoen werd het tweede elftal van Chemie opnieuw ondergebracht bij HSG Wissenschaft. De club werd kampioen van de II. DDR-Liga, maar kon via de eindronde niet promoveren. Het volgende jaar werd nog de derde plaats bereikt maar het seizoen daarna volgde een degradatie.
In 1964 werd de voetbalafdeling ontbonden. De spelers sloten zich aan bij BSG Turbine Halle.

## Ligaoverzicht
| 1951-1954 | HSG Wissenschaft   | DDR-Liga (2de klasse)             |
| 1955-1958 | SC Wissenschaft    | DDR-Liga (2de klasse)             |
| 1958      | SC Chemie Halle II | DDR-Liga (2de klasse)             |
| 1959-1962 | HSG Wissenschaft   | II. DDR-Liga (derde klasse)       |
| 1962-1964 | HSG Wissenschaft   | Bezirksliga (vierde/derde klasse) |